# Spiritbox
Spiritbox är ett kanadensiskt heavy metal-band från Victoria, British Columbia. Paret Mike Stringer (gitarr) och Courtney LaPlante (sång) grundade officiellt bandet den 9 oktober 2017. De har influerats av en mängd olika subgenrer inom metal men har närmast beskrivits som metalcore och progressiv metal. Spiritbox första studioalbum, Eternal Blue, gavs ut den 17 september 2021. Deras musik ges för närvarande ut på deras egen etikett Pale Chord, ett partnerskap med Rise Records.

## Diskografi

### Studioalbum
- Eternal Blue (2021)

### EP
- Spiritbox (2017)
- Singles Collection (2019)
- Rotoscope (2022)